# Moosgrüner Eulenspinner

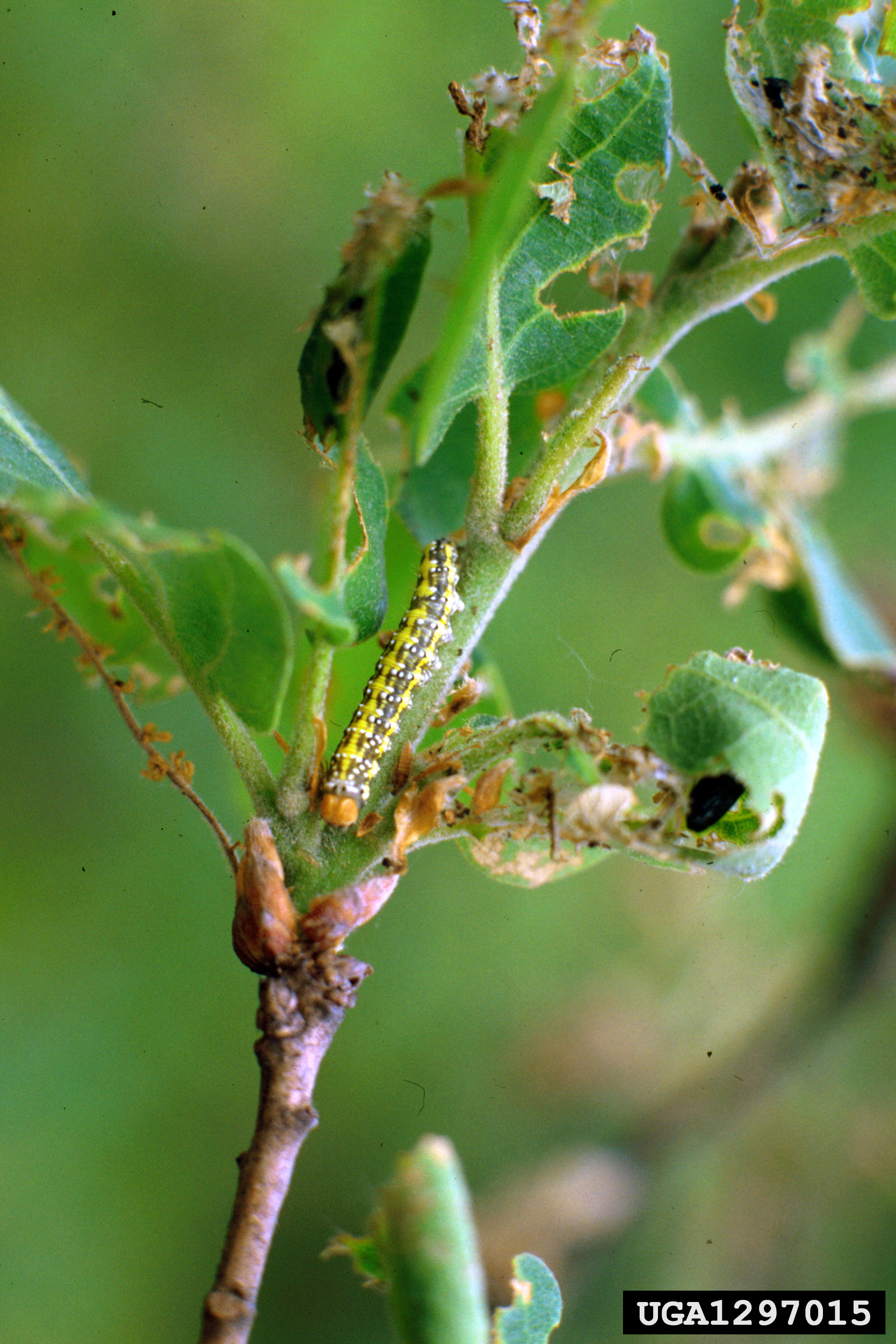
Raupe des Moosgrünen Eulenspinners

Der Moosgrüne Eulenspinner (Polyploca ridens) ist ein Schmetterling aus der Familie der Eulenspinner und Sichelflügler (Drepanidae).

## Merkmale
Die Falter erreichen eine Flügelspannweite von 30 bis 35 Millimetern. Sie haben sehr variabel gefärbte Vorder- und Hinterflügel. Die Vorderflügel haben am Ansatz eine meist schmale weiße Zackenbinde und in der Mitte eine sehr breite dunkle Querbinde. Innerhalb dieser Binde finden sich ähnliche Ringe wie beim Augen-Eulenspinner (Tethea ocularis), die innen grau, aber außen schwarz umfasst sind. Daneben finden sich zahlreiche dunkle und hellbraune Flecken. Die Vorderflügel sind mehr oder weniger moosgrün bestäubt. Die Hinterflügel sind weiß, am Rand dunkel. Die Fühler sind rotbraun.
Die Raupen werden ca. 35 Millimeter lang und haben gelbgrüne und gelbe Längsstreifen und Muster. Auf jedem Segment haben sie eine Querreihe von vielen weißen und wenigen schwarzen Punkten. Bei blass gefärbten Tieren können diese fehlen. Junge Tiere haben sehr große, ineinander fließende schwarze Punkte und tragen mehr schwarz als grün, ältere Tiere haben fast keine schwarzen Punkte mehr.

## Vorkommen
Sie kommen in Süd- und Mitteleuropa und in Südengland, Dänemark, Südschweden östlich bis ins westliche Russland vor. Sie leben in warmen, trockenen Eichenwäldern und Laubwäldern mit hohen Eichenanteil und auch auf Heiden. Sie sind nicht häufig. 

## Lebensweise

### Flug- und Raupenzeiten
Die Tiere fliegen in einer Generation von Ende März bis Anfang Juni. Die Raupen findet man von Mai bis Juni.

### Nahrung der Raupen
Die Raupen fressen die Blätter der Stieleiche (Quercus robur) aber auch die anderer Eichen (Quercus). Gelegentlich sollen sie sich auch räuberisch von eigenen wie Raupen anderer Schmetterlingsarten ernähren.

## Entwicklung
Die Weibchen legen ihre Eier einzeln in die früh im Jahr zu findenden austreibenden Eichenknospen zwischen die einzelnen Schuppen ab. Die nachtaktiven Raupen halten sich am Tag in zwei miteinander versponnenen Eichenblättern auf. Sie leben vor allem an jungen Eichenbüschen oder an niedrigen Zweigen älterer Bäume. Sie verpuppen sich zwischen den versponnenen Blättern und überwintern als Puppe am oder im Boden. 